# Stintino
Stintino är en ort och kommun i provinsen Sassari i regionen Sardinien i Italien. Kommunen hade 1 616 invånare (2017).